# اريك دونالدسون (لاعب كرة قدم أسترالية)
اريك دونالدسون (بالإنجليزية: Eric Donaldson)‏ هو لاعب كرة قدم أسترالية أسترالي، ولد في 9 يناير 1898 في كولفيلد ‏ في أستراليا، وتوفي في 4 أبريل 1964 في Sandringham, Victoria ‏ في أستراليا.

## وصلات خارجية
- اريك دونالدسون على موقع AustralianFootball.com (الإنجليزية)
- اريك دونالدسون على موقع AFLtables.com (الإنجليزية)